# Frank Poole
Dr. Frank Poole é uma personagem fictícia da franquia Odisseia no Espaço, de Arthur C. Clarke. Na adaptação para o cinema de Stanley Kubrick, Poole é interpretado por Gary Lockwood. Tom Hanks demonstrou interesse em dirigir uma versão cinematográfica de 3001: A Odisseia Final, na qual ele também interpretaria Poole.